# Pois que dos reys Nostro Sennor

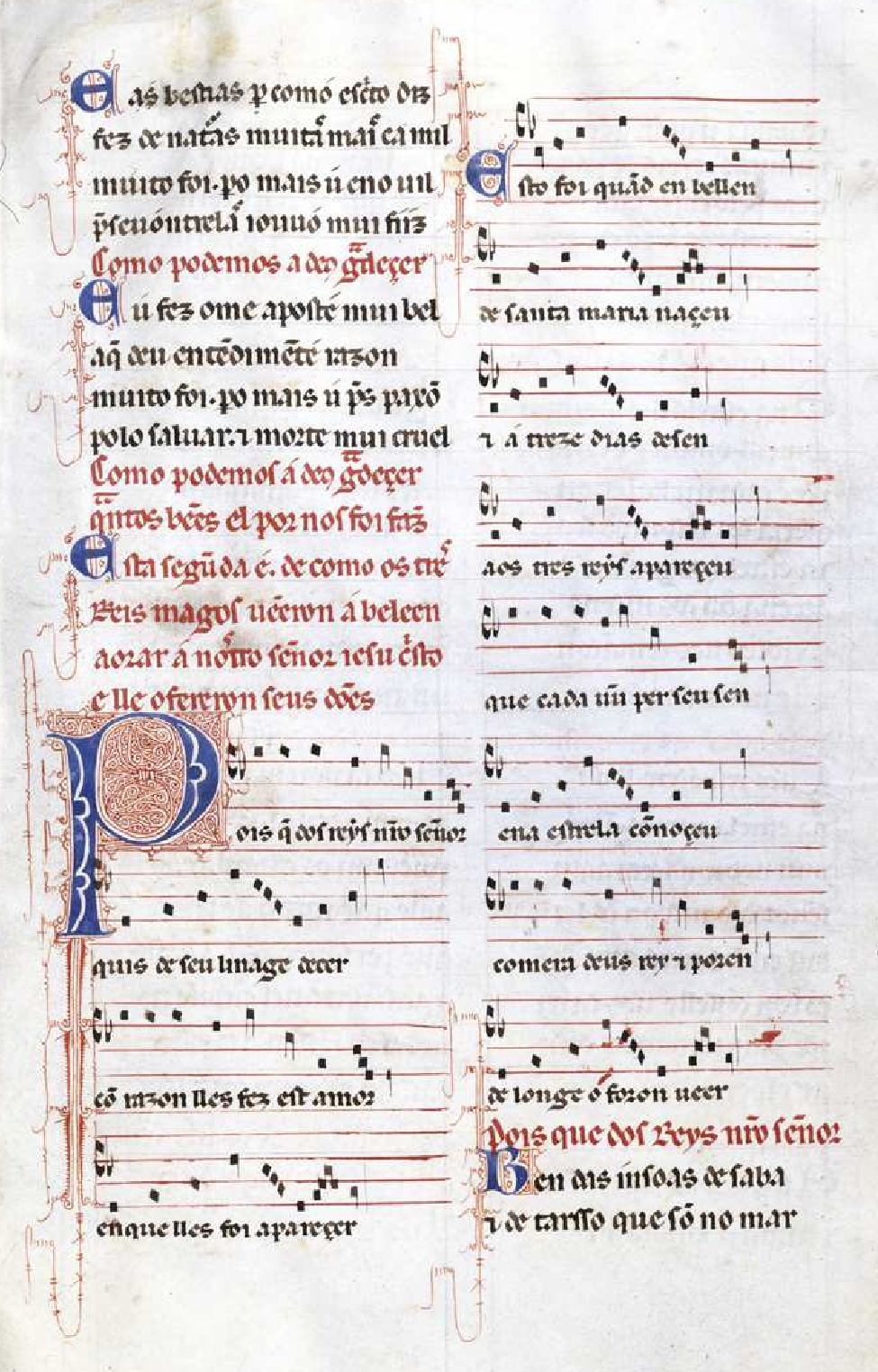
Pois que dos reys Nostro Sennor, no Códice de Toledo das Cantigas de Santa Maria

Pois que dos reys Nostro Sennor AFI: /ˈpojs ke dos rejs ˈnɔstɾo seˈɲoɾ/ (em português atual: Pois que dos reis Nosso Senhor), é uma das Cantigas de Santa Maria (CSM 424), conjunto de composições em galego-português do século XIII, atribuída a Afonso X, o sábio. É a segunda do grupo das Cinco Cantigas das Cinco Festas de Nosso Senhor, com que se conclui a obra.
O tema da composição, pouco comum no conjunto das cantigas, é a história da viagem e adoração dos Reis Magos (como os tres Reis Magos vẽeron a Beleen aorar a Nostro Sennor Jesu Cristo e Lle ofereron seus dões).
A sua importância advém do facto de ser muito possivelmente a mais antiga cantiga de Natal em vernáculo da Península Ibérica que chegou aos nossos dias .

## Letra

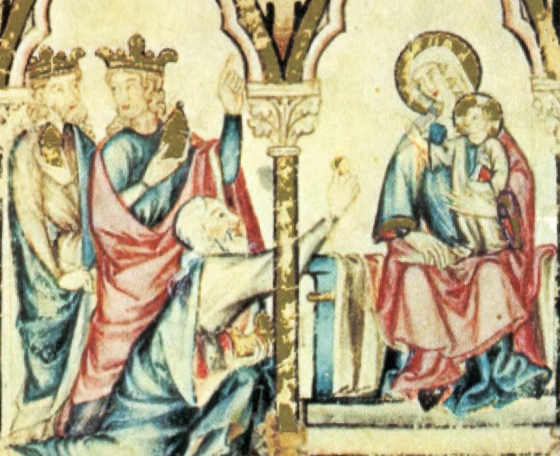
Como os tres Reis deron sa oferta a Jesu Cristo, iluminura do Códice do Escorial.